# 卢嵘林
卢嵘林（1954年—），河北涞源人，中华人民共和国官员。

## 生平
1969年，卢嵘林参加工作。1971年加入中国共产党。参加工作后，卢嵘林历任中国人民解放军空军第九航空学校二团场站油料股化验员、技术员、股长，副政委、副团长，中国人民解放军空军钟祥场站站长、党委副书记、常委，中国人民解放军空军武昌场站站长、党委副书记，中国人民解放军广州军区空军航空兵训练基地副司令员（1996年4月到1997年12月兼任中国人民解放军广州军区空军航空兵训练基地参谋长）。此后转业到地方，历任中共湖北省纪委派驻湖北省药品监督管理局纪检组副组长、湖北省监察厅派驻湖北省药品监督管理局监察室主任，湖北省药品监督管理局人事教育处处长，湖北省食品药品监督管理局人事教育处处长，湖北省工商行政管理局纪检组组长、党组成员。